# Al Mansura (huyện)
Huyện Al Mansura là một huyện thuộc tỉnh `Adan, Yemen. Đến thời điểm năm 2003, huyện này có dân số 114931 người